# Чистопольский сельский округ
Чистопольский сельский округ (каз. Чистополь ауылдық округі) — административная единица в составе района имени Габита Мусрепова Северо-Казахстанской области Казахстана. Административный центр — село Чистополье.
Население — 3839 человек (2009, 5680 в 1999, 9382 в 1989).

## История
Чистопольский сельский совет образован 17 января 1928 года. 24 декабря 1993 года решением главы Кокчетавской областной администрации образован Чистопольский сельский округ.
В состав сельского округа вошли территории ликвидированных Юбилейного (сёла Чистополье, Дубровка, Князевка) и Ялтинского (село Ялты) сельских советов, а также село Симоновка ликвидированного Жаркольского сельского совета. Посёлок Приреченский был ликвидирован 26 сентября 2002 года. В 2013 году в состав округа вошла территория ликвидированного Гаршинского сельского округа. Село Шакпак было ликвидировано в 2018 году.

## Состав
В состав округа входят такие населенные пункты:
| Населенный пункт      | Население, человек (1989) | Население, человек (1999) | Население, человек (2009) |
| --------------------- | ------------------------- | ------------------------- | ------------------------- |
| Гаршино, село         | 814                       | 598                       | 428                       |
| Дубровка, село        | 306                       | 219                       | 81                        |
| Князевка, село        | 428                       | 301                       | 121                       |
| Приреченский, поселок | 1233                      | -                         | -                         |
| Рыбинка, село         | 194                       | -                         | -                         |
| Симоновка, село       | 385                       | 376                       | 93                        |
| Чистополье, село      | 4804                      | 3333                      | 2460                      |
| Шакпак, село          | 171                       | 98                        | 77                        |
| Ялты, село            | 1047                      | 753                       | 579                       |